# Italië op de Olympische Winterspelen 1972
Tijdens de Olympische Winterspelen van 1972, die in Sapporo (Japan) werden gehouden, nam Italië voor de elfde keer deel.

## Medailleoverzicht
| Sport       | Olympiër                                                              | Discipline       | Medaille |
| ----------- | --------------------------------------------------------------------- | ---------------- | -------- |
| Alpineskiën | Gustav Thöni                                                          | reuzenslalom (m) | Goud     |
| Rodelen     | Paul Hildgartner Walter Plaikner                                      | dubbel           | Goud     |
| Alpineskiën | Gustav Thöni                                                          | slalom (m)       | Zilver   |
| Bobsleeën   | Nevio De Zordo Adriano Frassinelli Corrado Dal Fabbro Gianni Bonichon | 4-mansbob (m)    | Zilver   |
| Alpineskiën | Roland Thöni                                                          | slalom (m)       | Brons    |

## Deelnemers en resultaten

### Alpineskiën
| Olympiër          | Discipline       | Resultaat | Prestatie                        |
| ----------------- | ---------------- | --------- | -------------------------------- |
| Stefano Anzi      | afdaling (m)     | 11e       | 1.54,15 (+2,72)                  |
| Giuliano Besson   | afdaling (m)     | 11e       | 1.54,15 (+2,72)                  |
| Eberardo Schmalzl | reuzenslalom (m) | 13e       | 3.14,72 (+5,10) 1.34,22+1.40,50  |
| Eberardo Schmalzl | slalom (m)       | 6e        | 1.50,83 (+1,56) 56,11+54,72      |
| Helmuth Schmalzl  | reuzenslalom (m) | 16e       | 3.15,35 (+5,73) 1.35,72+1.39,63  |
| Erwin Stricker    | slalom (m)       | dq        | diskwalificatie                  |
| Gustav Thöni      | afdaling (m)     | 13e       | 1.54,37 (+2,94)                  |
| Gustav Thöni      | reuzenslalom (m) | Goud      | 3.09,62 1.32,19+1.37,43          |
| Gustav Thöni      | slalom (m)       | Zilver    | 1.50,28 (+1,01) 56,69+53,59      |
| Roland Thöni      | reuzenslalom (m) | 27e       | 3.20,73 (+11,11) 1.35,83+1.44,90 |
| Roland Thöni      | slalom (m)       | Brons     | 1.50,30 (+1,03) 56,14+54,16      |
| Marcello Varallo  | afdaling (m)     | 10e       | 1.53,85 (+2,42)                  |

### Biatlon
| Olympiër                                                    | Discipline             | Resultaat | Prestatie                                                                                            |
| ----------------------------------------------------------- | ---------------------- | --------- | --- |
| Willy Bertin                                                | 20 km (m)              | 16e       | 1:21.03,04 (+5.07,54) pen.: 5                                                                        |
| Giovanni Astegiano                                          | 20 km (m)              | 22e       | 1:22.45,90 (+6.50,40) pen.: 6                                                                        |
| Pierantonio Clementi                                        | 20 km (m)              | 31e       | 1:25.28,74 (+9.33,24) pen.: 6                                                                        |
| Lino Jordan                                                 | 20 km (m)              | 40e       | 1:28.26,09 (+12.30,59) pen.: 12                                                                      |
| Willy Bertin Giovanni Astegiano Corrado Varesco Lino Jordan | 4x7,5 km estafette (m) | 10e       | 1:59.47,62 (+8.02,70) pen.: 6-20 (2-4 / 0-5 / 1-6 / 3-5) (29.06,56 / 28.43,42 / 30.58,59 / 30.59,05) |

### Bobsleeën
| Olympiër                                                              | Discipline              | Resultaat | Prestatie                                               |
| --------------------------------------------------------------------- | ----------------------- | --------- | ------------------------------------------------------- |
| Gianfranco Gaspari Mario Armano                                       | 2-mansbob (m) Italië I  | 4e        | 5.00,45 (+3,38) (1.15,62 / 1.16,52 / 1.13,71 / 1.14,60) |
| Enzo Vicario Corrado Dal Fabbro                                       | 2-mansbob (m) Italië II | 10e       | 5.03,66 (+6,59) (1.17,20 / 1.16,77 / 1.14,23 / 1.15,46) |
| Nevio De Zordo Adriano Frassinelli Corrado Dal Fabbro Gianni Bonichon | 4-mansbob (m) Italië I  | Zilver    | 4.43,83 (+0,76) (1.11,39 / 1.11,33 / 1.10,19 / 1.10,92) |
| Gianfranco Gaspari Roberto Zandonella Mario Armano Luciano De Paolis  | 4-mansbob (m) Italië II | 8e        | 4.46,73 (+3,66) (1.11,89 / 1.12,49 / 1.11,11 / 1.11,24) |

### Kunstrijden
| Olympiër       | Discipline | Resultaat | Prestatie               |
| -------------- | ---------- | --------- | ----------------------- |
| Rita Trapanese | vrouwen    | 7e        | pc. 55,0; 2574,8 punten |

### Langlaufen
| Olympiër                                                  | Discipline            | Resultaat | Prestatie              |
| --------------------------------------------------------- | --------------------- | --------- | ---------------------- |
| Tonio Biondini                                            | 15 km (m)             | 27e       | 48.10,09 (+2.41,85)    |
| Tonio Biondini                                            | 50 km (m)             | 25e       | 2:54.28,39 (+11.13,64) |
| Elviro Blanc                                              | 30 km (m)             | 20e       | 1:41.44,32 (+5.13,17)  |
| Elviro Blanc                                              | 50 km (m)             | 21e       | 2:51.25,19 (+8.10,44)  |
| Renzo Chiocchetti                                         | 30 km (m)             | 32e       | 1:44.35,03 (+8.03,88)  |
| Carlo Favre                                               | 15 km (m)             | 24e       | 47.59,07 (+2.30,83)    |
| Ulrico Kostner                                            | 30 km (m)             | 24e       | 1:42.44,06 (+6.12,91)  |
| Ulrico Kostner                                            | 50 km (m)             | dnf       | opgave                 |
| Attilio Lombard                                           | 30 km (m)             | 36e       | 1:45.03,72 (+8.32,57)  |
| Attilio Lombard                                           | 50 km (m)             | 22e       | 2:51.39,65 (+8.24,90)  |
| Franco Nones                                              | 15 km (m)             | 40e       | 49.35,43 (+4.07,19)    |
| Gianfranco Stella                                         | 15 km (m)             | 28e       | 48.17,14 (+2.48,90)    |
| Carlo Favre Elviro Blanc Renzo Chiocchetti Ulrico Kostner | 4x10 km estafette (m) | 9e        | 2:12.07,11 (+7.19,17)  |

### Noordse combinatie
| Olympiër        | Discipline | Resultaat | Prestatie                                       |
| --------------- | ---------- | --------- | ----------------------------------------------- |
| Ezio Damolin    | mannen     | 16e       | 372,220 punten schans: 175,2 p 15 km: 197,020 p |
| Fabio Morandini | mannen     | 30e       | 340,680 punten schans: 141,5 p 15 km: 199,180 p |

### Rodelen
| Olympiër                         | Discipline | Resultaat | Prestatie                                       |
| -------------------------------- | ---------- | --------- | ----------------------------------------------- |
| Paul Hildgartner                 | mannen     | 8e        | 3.30,55 (+2,97) (53,66 / 52,76 / 51,94 / 52,19) |
| Karl Brunner                     | mannen     | 9e        | 3.30,87 (+3,29) (53,14 / 53,26 / 52,28 / 52,19) |
| Emilio Lechner                   | mannen     | 11e       | 3.31,41 (+3,83) (53,59 / 53,49 / 52,20 / 52,13) |
| Leo Atzwanger                    | mannen     | 21e       | 3.35,33 (+7,75) (54,41 / 54,32 / 53,38 / 53,22) |
| Sarah Felder                     | vrouwen    | 8e        | 3.02,90 (+3,72) (45,90 / 45,93 / 45,99 / 45,08) |
| Erica Lechner                    | vrouwen    | dnf       | opgave                                          |
| Paul Hildgartner Walter Plaikner | dubbel     | Goud      | 1.28,35 (44,21 / 44,14)                         |
| Sigisfredo Mair Ernesto Mair     | dubbel     | 8e        | 1.30,26 (+1,91) (45,22 / 45,04)                 |

### Schaatsen
| Olympiër         | Discipline   | Resultaat | Prestatie           |
| ---------------- | ------------ | --------- | ------------------- |
| Giancarlo Gloder | 1500 m (m)   | 27e       | 2.14,07 (+11,11)    |
| Giancarlo Gloder | 5000 m (m)   | 15e       | 7.55,77 (+32,16)    |
| Giancarlo Gloder | 10.000 m (m) | 17e       | 16.21,42 (+1.20,07) |
| Bruno Toniolli   | 500 m (m)    | 25e       | 42,67 (+3,23)       |
| Bruno Toniolli   | 1500 m (m)   | 18e       | 2.10,24 (+7,28)     |
| Bruno Toniolli   | 5000 m (m)   | 17e       | 7.57,30 (+33,69)    |
| Bruno Toniolli   | 10.000 m (m) | 16e       | 16.14,52 (+1.13,17) |

### Schansspringen
| Olympiër     | Discipline         | Resultaat | Prestatie                                        |
| ------------ | ------------------ | --------- | ------------------------------------------------ |
| Ezio Damolin | normale schans (m) | 55e       | 162,7 punten 87,0 p. (68,0 m) + 75,7 p. (62,5 m) |

Argentinië · Australië · België · Bondsrepubliek Duitsland · Bulgarije · Canada · Duitse Democratische Republiek · Filipijnen · Finland · Frankrijk · Griekenland · Groot-Brittannië · Hongarije · Iran · Italië · Japan · Joegoslavië · Libanon · Liechtenstein · Mongolië · Nederland · Nieuw-Zeeland · Noord-Korea · Noorwegen · Oostenrijk · Polen · Roemenië · Sovjet-Unie · Spanje · Taiwan · Tsjecho-Slowakije · Verenigde Staten · Zuid-Korea · Zweden · Zwitserland